# Saint-Paul-en-Cornillon
 Saint-Paul-en-Cornillon  es una población y comuna francesa, situada en la región de Auvernia-Ródano-Alpes, departamento de Loira, en el distrito de Saint-Étienne y cantón de Firminy.

## Demografía
| 462 | 582 | 626 | 487 | 592 | 576 | 536 | 543 | 548 | 514 | 656 | 686 | 514 | 537 | 526 | 659 | 582 | 607 | 585 | 594 | 581 | 550 | 505 | 512 | 515 | 509 | 607 | 633 | 598 | 672 | 1045 | 1122 | 1304 | 1319 | 1301 | 1288 | 1299 | 1310 | 1321 | 1331 | 1339 | 1345 | 1352 |
| Para los censos de 1962 a 1999 la población legal corresponde a la población sin duplicidades (Fuente: INSEE [Consultar]) |     |     |     |     |     |     |     |     |     |     |     |     |     |     |     |     |     |     |     |     |     |     |     |     |     |     |     |     |     |      |      |      |      |      |      |      |      |      |      |      |      |      |

## Fotos

Castillo de Saint Paul en Cornillon (siglo 11)
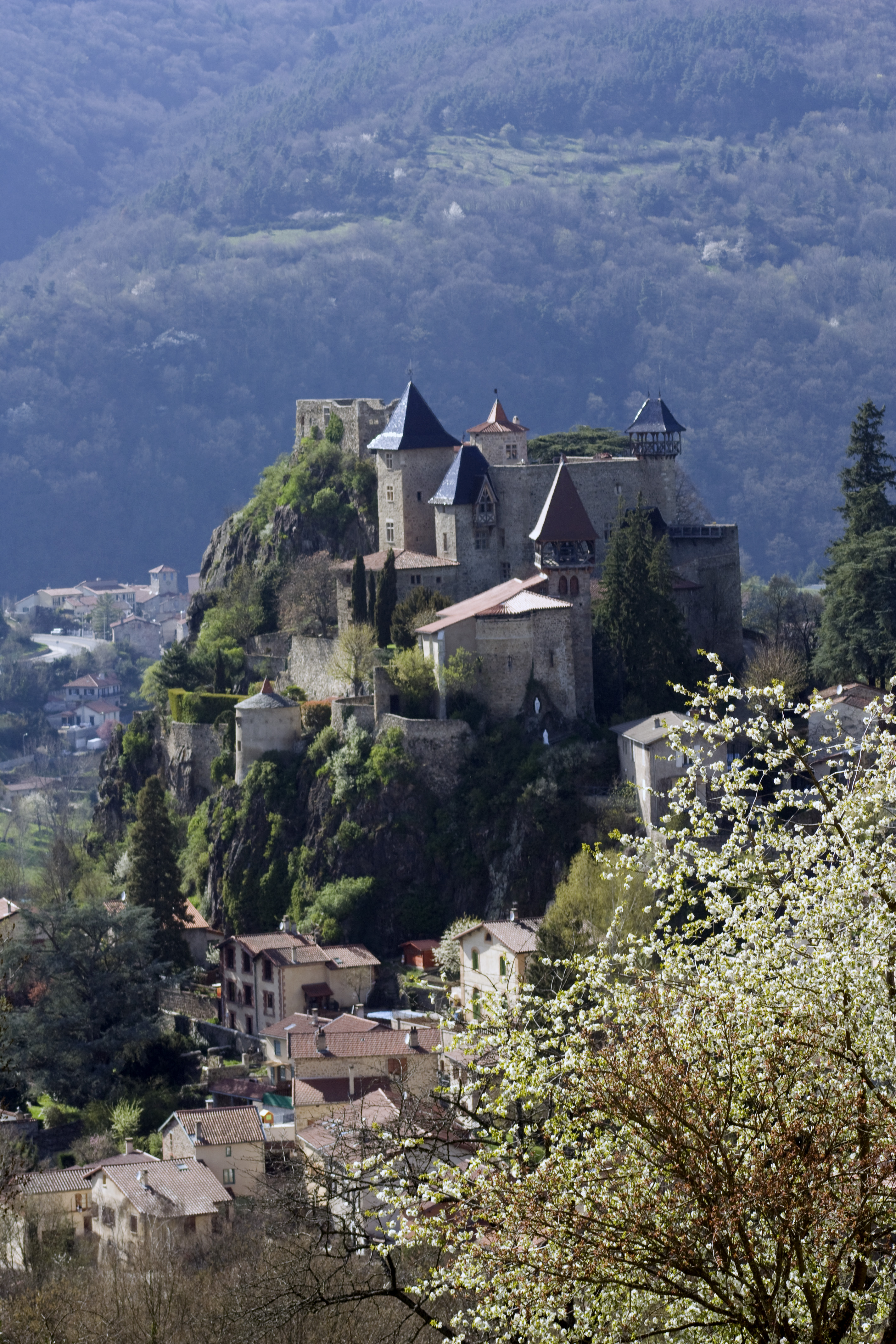
Castillo.
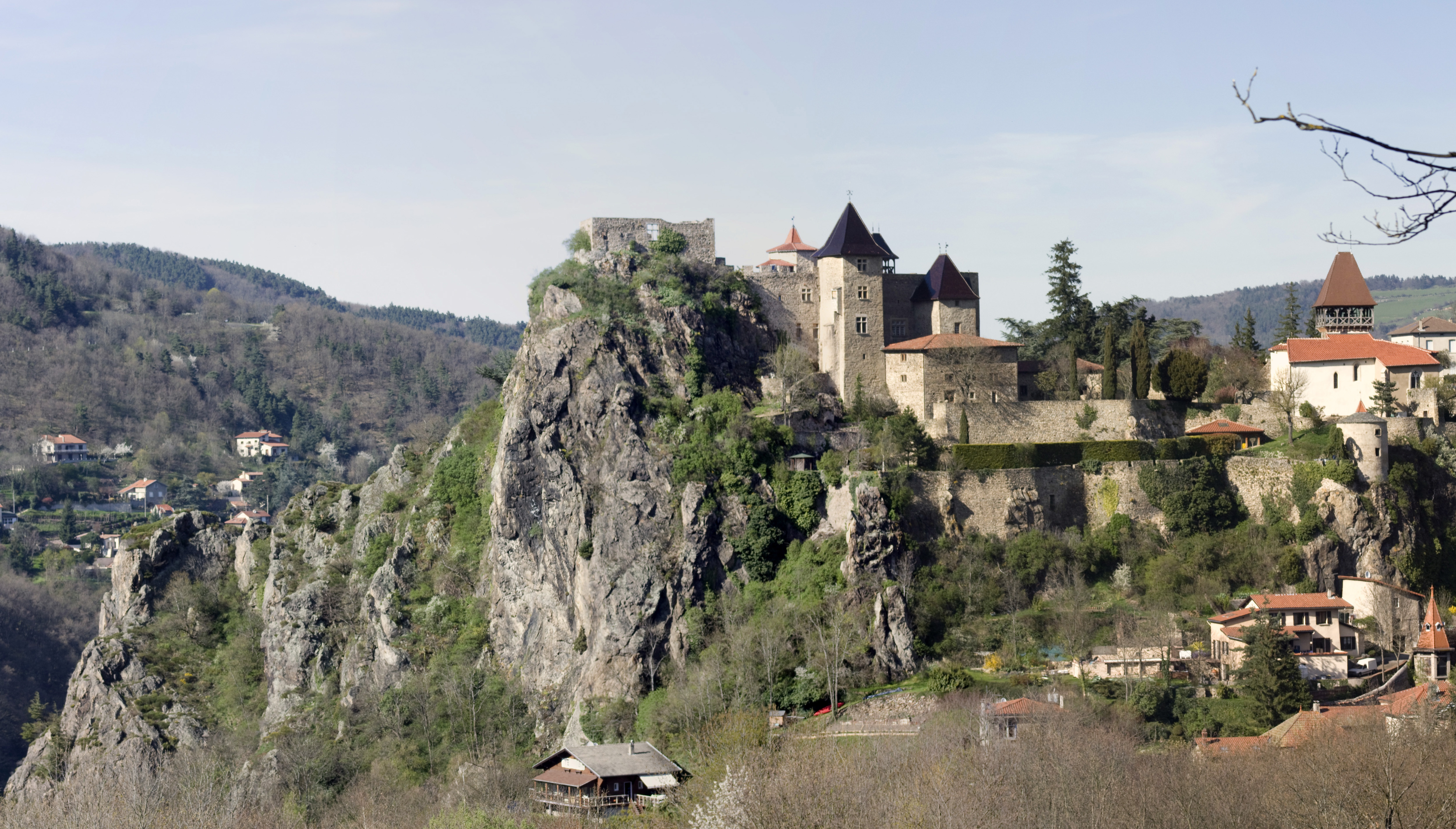
Vue du sud.
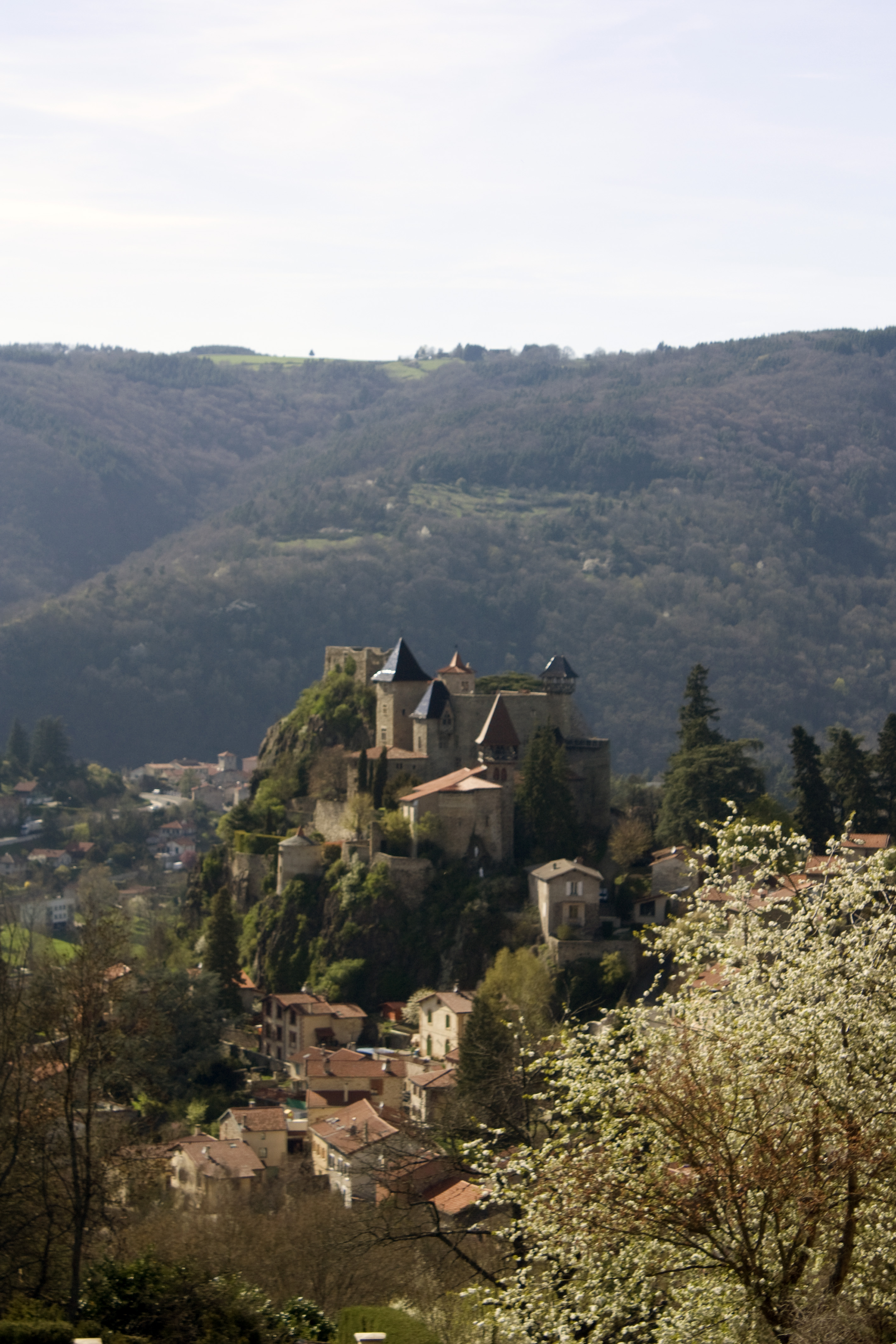
Vue de l'est.

- Datos: Q1105554
- Multimedia: Saint-Paul-en-Cornillon / Q1105554